# بزمجه دم‌کوتاه
 بزمجه دم‌کوتاه(نام علمی: Varanus brevicauda) نام یک گونه از سرده بزمجه است.